# Смешанная парная сборная Канады по кёрлингу на колясках
Смешанная парная сборная Канады по кёрлингу на колясках — смешанная национальная сборная команда (составленная из одного мужчины и одной женщины), представляет Канаду на международных соревнованиях по кёрлингу на колясках. Управляющей организацией выступает Ассоциация кёрлинга Канады.

## Результаты выступлений

### Чемпионаты мира
| Год  | Место | Игры | Победы | Поражения | Состав (женщина, мужчина, тренер)                     |
| ---- | ----- | ---- | ------ | --------- | ----------------------------------------------------- |
| 2022 | 13    | 8    | 3      | 5         | Мари Райт, Джейми Ансью, тренер: Дана Фергюсон        |
| 2023 | 3     | 8    | 3      | 5         | Коллинда Джозеф, Деннис Тиссен, тренер: Дана Фергюсон |
| 2024 | 17    | 6    | 2      | 4         | Коллинда Джозеф, Деннис Тиссен, тренер: Дана Фергюсон |
| 2025 | 6     | 7    | 6      | 1         | Айна Форрест, Марк Айдесон, тренер: Дана Фергюсон     |

(данные отсюда:)